# Salomon-Guillaume Counis
Salomon-Guillaume Counis (Ginevra, 22 luglio 1785 – Firenze, 10 gennaio 1859) è stato un pittore svizzero.
Fu uno specialista della pittura a smalto.

## Biografia

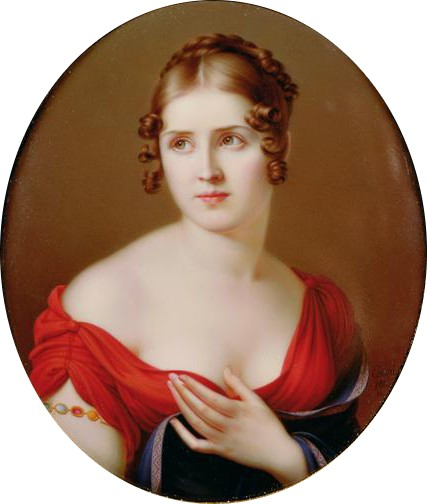
La bella greca (Paolina Bonaparte)
Miniatura a smalto, 8 x 9,5 cm

Salomon-Guillaume Counis manifestò precocemente l'inclinazione verso la pittura. Inizialmente fu allievo di Wolfgang Adam Töpffer e a soli diciotto anni eseguì due ritratti a smalto: quello del padre e quello della baronessa Barbara von Krüdener.
La sua famiglia era originaria della Turingia. Jean André, suo nonno, si era trasferito nel 1756 a Ginevra, dove aveva lavorato come pellicciaio ed aveva acquisito la cittadinanza svizzera, usando nomi francesi e mutando il cognome originale Kunitz in Counis. Suo figlio Jean-Michel, padre di Salomon, aveva sposato Jacqueline-Elisabeth Favre, una svizzera-francese, ed esercitò il mestiere di incisore e di orafo. Da artigiano venne così a far parte della classe borghese. Salomon nacque dunque cittadino svizzero.
Nel 1806 si recò a Parigi per perfezionare la sua tecnica e divenne allievo di Anne-Louis Girodet.

Ma fu nel 1810 che la sua vita cambiò: l'esecuzione di due smalti di notevole fattura (un Autoritratto e il ritratto di Paolina Bonaparte con il titolo La bella greca) gli valse gli elogi di Jacques Louis David, ma soprattutto colpì favorevolmente la sorella di Paolina, Elisa Bonaparte, granduchessa di Toscana. Costei lo volle alla corte di Firenze come suo pittore personale e gli fece avere il titolo di "Pittore di smalti della corte".
Iniziò così il suo primo periodo fiorentino, durante il quale, egli si dedicò alla serie di ritratti a smalto della duchessa Elisa (1811).
Nel 1812 Counis sposò una giovane francese, Elisabeth Harmand, che, lo stesso anno, gli diede una figlia, a cui Counis diede il nome Elisa, lo stesso della sua mecenate. Ebbe anche un secondo figlio che però morì dopo un anno di vita. Elisa divenne pittrice e un suo autoritratto, donato da suo padre, si conserva agli Uffizi.
In concomitanza con la Restaurazione Counis lasciò l'Italia e trascorse un certo tempo a Ginevra, per poi recarsi a Parigi nel 1815, dove rimase 15 anni. 
Espose al Salon di Parigi dal 1810 al 1812, meritando una medaglia d'oro, e godette di una discreta fama alla corte di Francia per le sue miniature e i suoi ritratti, al punto che lo stesso Luigi XVIII lo chiamava "il Jean Petitot del mio regno".
Espose ai Salon negli anni 1817, 1819, 1822, 1824, 1827 e 1831 una serie di miniature a smalto in cui riproduceva i ritratti di vari pittori famosi (François Gérard, Pierre-Narcisse Guérin e vari altri). Si espresse anche come litografo, trasferendo in stampa i disegni di famosi autori, in particolare opere di Anne-Louis Girodet
Nel 1830, infine, tornò a stabilirsi definitivamente a Firenze.
Nel 1831 Counis scrisse un trattato sulla pittura con gli smalti: Una dissertazione sulla pittura a smalto e sulla pittura in porcellana e il loro impiego,  e un piccolo trattato ad uso dei pittori di smalti,  che fu stampato nel 1842 dall'editrice Galileienne..
Sua figlia Elisa sposò nel 1844 François-Louis Le Comte, anche lui ginevrino, e gli diede una nipote: Lisine. Ma solo tre anni dopo Elisa morì e del marito non si seppe più nulla. Iniziò allora per Counis un forte declino, forse dovuto anche al decadere progressivo della moda delle miniature in smalto, e finì per abbandonare l'arte. Nel 1848 donò alla Galleria degli Uffizi tutte le sue opere e si dedicò alle pratiche religiose e alla cura della nipote Lisine.
Rimase comunque una figura di rilievo a Firenze, specie nella comunità svizzera, essendo divenuto uno dei maggiori esponenti della Chiesa protestante elvetica.
Salomon Counis morì a Firenze nel 1859 a 73 anni. Sua moglie Elisabeth visse invece sino al 1873.

## Opere più note
- Ritratto di Marie-Anne Elisa Bonaparte e di sua figlia Napoléone Elisa Bacciochi, Museo del Louvre
- La Galatea, da Anne-Louis Girodet (smalto)
- Ritratti su smalto dei membri della famiglia di Napoleone, dipinti a Firenze nel 1810 e seguenti. Museo di Ajaccio
- Ritratto del conte di Forbin, esposto al Salon del 1817 e premiato con medaglia d'oro
- Giovane contadina in preghiera, esposto al Salon del 1817
- La belle Grecque, (Paolina Bonaparte principessa Borghese, dipinto nel 1810), Galleria degli Uffizi, Firenze
- Ritratto di Madame de Staël, da un quadro di François Gérard, esposto al Salon del 1822
- Ritratto di Luigi XVIII, da un quadro di Paulin Guérin.
- Quattro ritratti del duca e della duchessa de Berry, in occasione delle nascita del duca di Bordeaux
- Tre ritratti della duchessa de Berry nel suo abito vedovile, eseguiti per desiderio della principessa
- 18 smalti da opere di Correggio, Andrea del Sarto, Rubens, Raffaello, Tiziano, Museo civico d'arte antica e Palazzo Madama (Torino).

## Scritti
- Dissertation sur la peinture en émail .... (op. cit. nel testo)
- Queques souvenirs ...
- Ce que je pense de Paris
- Album Historico-pittoresque dédié à ma Fille, (1849-1859)[2]

## Galleria d'immagini

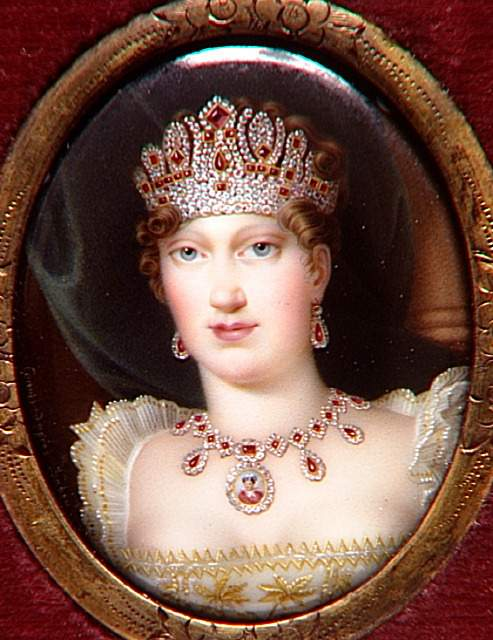
Maria Luisa d'Austria Miniatura a smalto
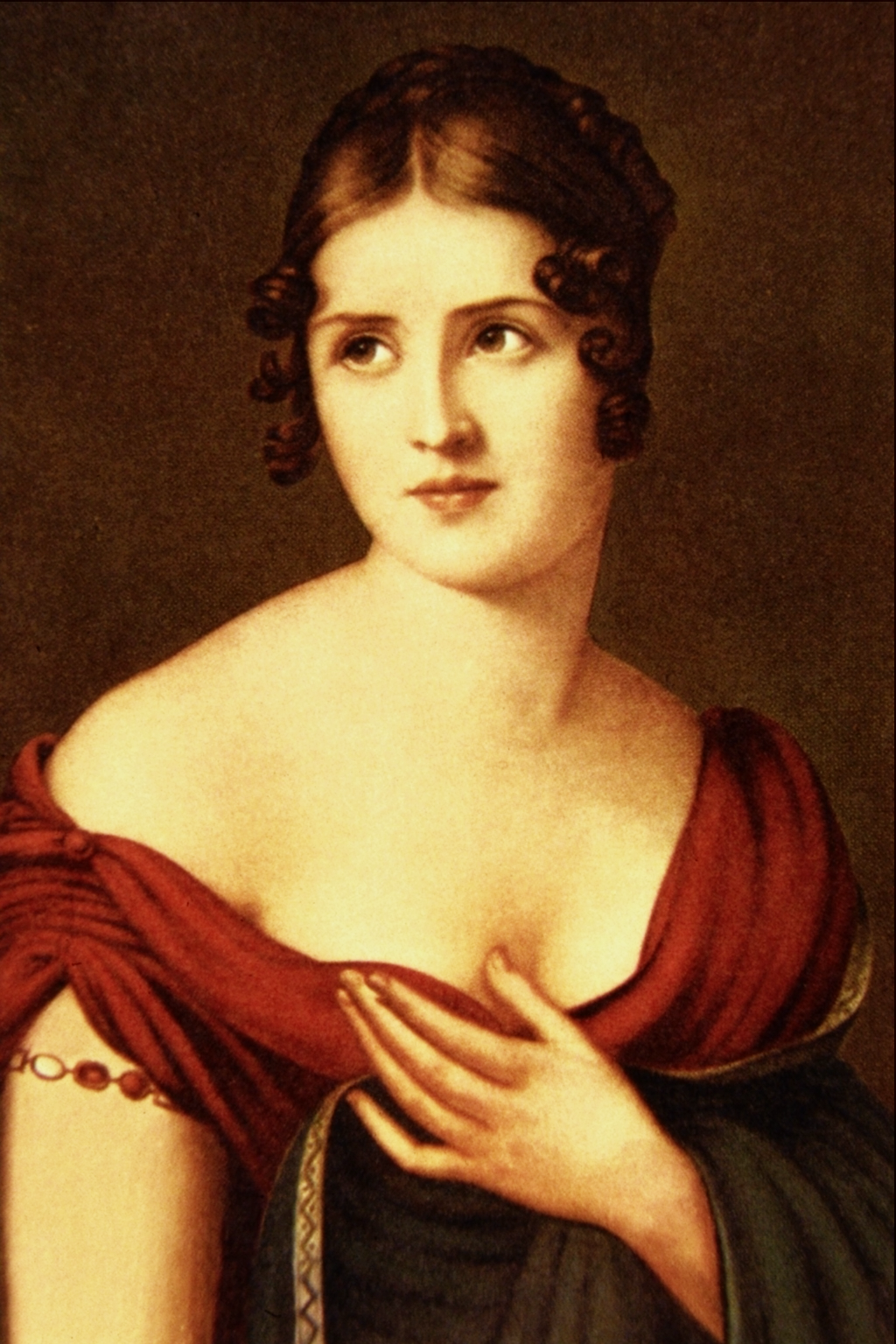
Paolina Bonaparte Quadro a olio su tela
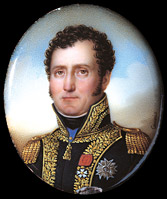
Felice Baciocchi Miniatura a smalto